# Temur Tejumov
Temur Tejumov –en ruso, Темур Техумов– es un deportista ruso que compitió en lucha estilo lucha grecorromana. Ganó una medalla de plata en el Campeonato Europeo de Lucha de 2001, en la categoría de 63 kg.

## Palmarés internacional
| Campeonato Europeo | Campeonato Europeo | Campeonato Europeo | Campeonato Europeo |
| Año                | Lugar              | Medalla            | Categoría          |
| ------------------ | ------------------ | ------------------ | ------------------ |
| 2001               | Estambul (Turquía) | Medalla de plata   | 63 kg              |